# ماتوزاليم
ماتوزاليم فرانسيلينو دا سيلفا (بالبرتغالية:Matuzalém Francelino da Silva) الشهير باسم ماتوزاليم (مواليد 10 يونيو 1980 في ناتال - البرازيل) لاعب كرة قدم برازيلي يلعب حاليا لصالح نادي الدرجة الأولى لاتسيو الإيطالي منذ 2009 في مركز الوسط المهاجم .

## روابط خارجية
- ماتوزاليم على موقع الاتحاد الدولي (مؤرشف)  (الإنجليزية)
- ماتوزاليم على موقع اتحاد أوكرانيا (الإنجليزية)
- ماتوزاليم على موقع قاعدة بيانات كرة القدم.إي يو (الإنجليزية)
- ماتوزاليم على موقع ليكيب (الفرنسية)
- ماتوزاليم على موقع Soccerway.com (الإنجليزية)
- ماتوزاليم على موقع عالم كرة القدم.نت (الإنجليزية)
- ماتوزاليم على موقع AS.com (الإسبانية)